# Bánffy család
Magyarország történelmében Bánffy néven hat különböző család szerepel. Ezek a következők:
- alsólendvai gróf Bánffy család (1644-ben kihalt)
- felsőlendvai Bánffy család (1357-ben kihalt)
- losonci gróf illetve báró Bánffy család (1950-ben a grófi ág kihalt)
- nagymihályi Bánffy család
- tallóci Bánffy család
- bálványosi Bánffy család

Mivel mind a hat család különböző eredetű, külön-külön ismertetjük történetüket. A történelmileg jelentősebb szerepet játszó családoknál külön szócikkekben a jelentősebb családtagokat is feltüntettük. A Bánffy vezetéknevet általában a család egyik őse által viselt báni méltóságból alkották.

## AzalsólendvaiBánffy család
A Zala megyei honos alsólendvai Bánffy család a német eredetű Buzád-Hahót nemzetségből veszi eredetét; az újabb kutatások szerint a család ősei a 743-ban a Lex Baiuvariorumban említett bajor ősnemes Huosi-nemzetségből származtak. A történet szerint Bánffy III. Hahót alapította a családot, 1226-ban. E tagja a családnak 1238–39-ben Vas vármegye ispánja volt. Valószínűleg 1260 körül halt meg. Több leszármazottját is említik az oklevelek, úgymint IV. Hahót, Máté és István. 1291-ben Bánffy Istvánt említik az okiratok mint királyi étekfogó kancellárt. Ugyanő birtokaira királyi megerősítést nyert. 1292-ben a Kőszeghyek ellen harcolt, 1296-tól Varasd vármegye ispánja. 1301 után a Kőszeghyek bosszúból elfoglalták tőle családja ősi várát, Alsólindvát (a mai Lendva, Szlovéniában), amit csak Bánffy III. István kap vissza 1323-ban Károly királytól. A Hahót-Buzád család tagjai a 14. század közepétől kezdték magukat következetesen Alsólendvainak és Bánffynak nevezni.

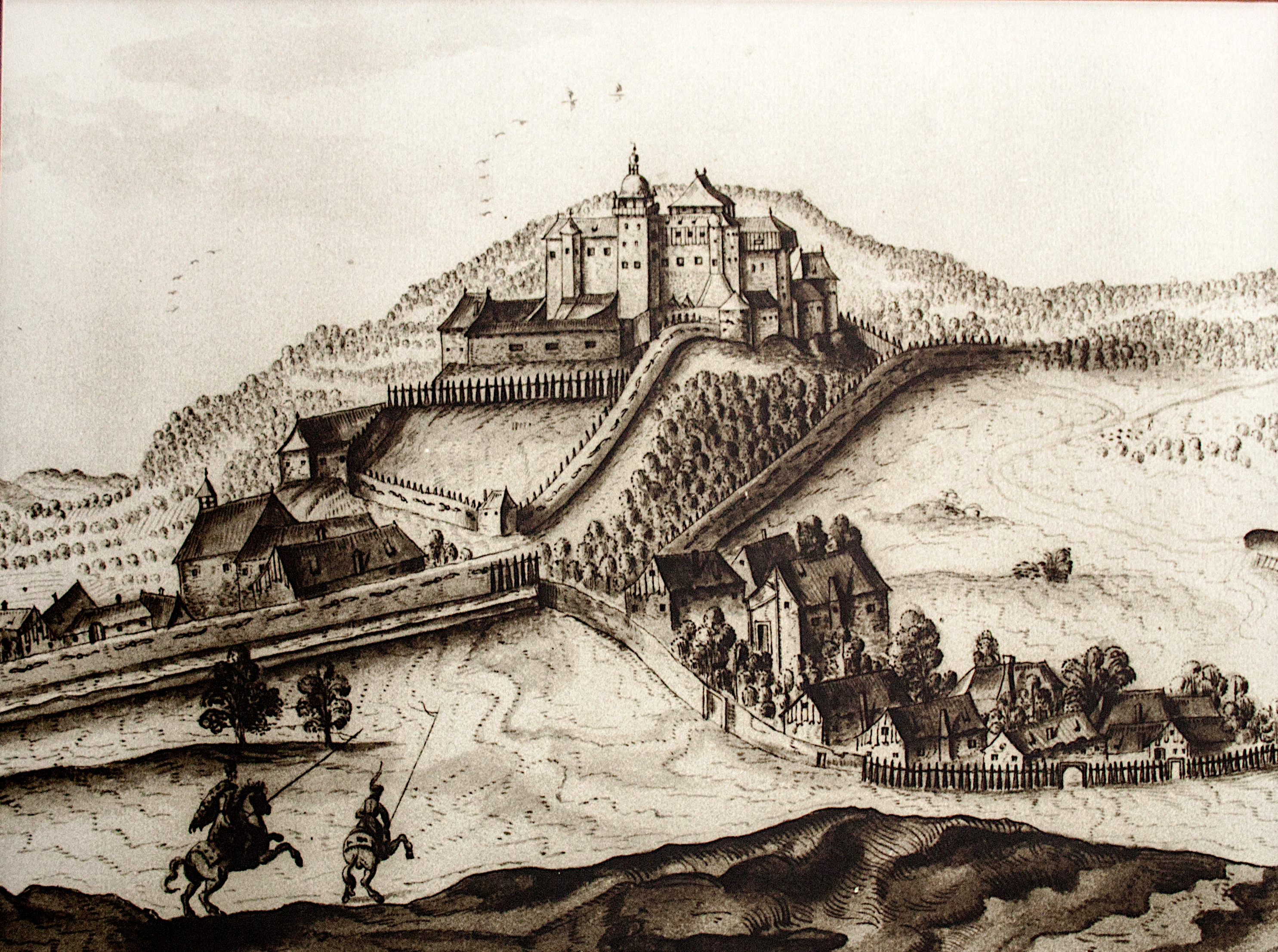
Alsólendva látképe 1660-1664-ben Montecuccoli tábornagy hagyatéka

„Lendvai” Miklós, akit a család alsólindvai ága ősének tartanak, 1319-től szerepel az írott forrásokban. Az ő fiai kezdték használni a Bánffy nevet. 1324 és 1343 között Zala vármegye ispánja, aki részt vett az osztrák háborúban, és a királyné főlovászmestere is lett. Kinevezték Tótország bánjává, s ebben a titulusában érdemeket szerzett Horvátország visszafoglalásában. Zára és Velence ellen is harcolt, de árulással vádolták, így a király elvette tőle báni rangját, amit aztán később visszakapott. Neve szerepel az 1358-as zárai béke nevű okmányon is, amelyben Velence lemondott Dalmáciáról a Magyar Királyság javára. 1361 körül veszthette életét. Öt fia született, akik közül István 1366-ban zagoriai ispán (Varasd vármegye), majd 1383-tól Tótország bánja. Neki két fia volt, de egyiküknek sem született további örököse, így Miklós ága kihalt. Említenek még egy Jánost is, aki szintén zagoriai (azaz Varasd vármegyei) ispán volt, 1383 körül.
A család két nevezetes tagja a 15. században élesen eltérő pályát futott be. Pál esküdt ellensége volt a Hunyadi-családnak, Miklós pedig lelkes híve Mátyás királynak. Bánffy Pál eleinte Zsigmond király ellenfele volt, majd a pártjára állt és a Sárkányos rend tagja lett. I. Ulászlótól pénzverési engedélyt kapott Lendva és Bolondóc várára. Ő fogatta el Hunyadi Lászlót a király parancsára és tagja volt annak a bíróságnak, amely halálra ítélte.
Bánffy Miklós (meghalt 1501-ben) viszont Mátyás király leghűségesebb alattvalói közé tartozott. A király moldvai hadjáratán megmentette az uralkodó életét is. Antonio Bonfini szerint Mátyás a testvéreként szerette. 1474-ben ő vezette azt a küldöttséget, amely Nápolyba utazott Beatrix leendő királynéért. 1471-ben megkapta az aradi főispáni tisztséget is Solymos várával együtt. 1477-ben örökös grófi címet kapott. Bánffy Miklós felesége, a szépségéről híres Sagani Margit hercegnő volt, akinek révén Európa több uralkodócsaládjával került rokonságba. Bonfini szerint azonban később Mátyás király is szemet vetett a legendásan szép asszonyra, férje azonban megszöktette őt a király elől, ezért Mátyás elvette tőle címeit és két évre börtönbe záratta.
A Bánffy család tagjai a 15. és 16. században is az ország legfontosabb főméltóságaí között szerepeltek. Királyi ajtónállók, asztalnokok, pohárnokok, tárnokmesterek, lovászmesterek, országbírók voltak. Közülük Bánffy Jánost 1530-ban Szapolyai János nádorrá emelte. Valószínűleg ő lett a reformáció első követője a családban. Fia, István országbíró lett. Az általa megkezdett majd utódai által folytatott családi napló fontos kordokumentum. Gróf alsólendvai (IV.) Bánffy Miklós (1547–1593) 9 éves korától Grazban, majd Bécsben tanult. Felvilágosult. kultúrakedvelő ember, nagylelkű mecénás volt. 1573-ban főpohárnok, 1577-ben Zala vármegye főispánja lett. Felesége Zrínyi Orsolya (1552–1593), a szigetvári kapitány Zrínyi Miklós leánya volt. Alsólendvai udvarukban a Nyugat-Dunántúl egyik fontos szellemi központja alakult ki. A reformáció lelkes híveként Alsólendvára hívta a híres Raphael Hoffhalter nyomdász fiát, Rudolfot. A nyomdász tevékenységének köszönhetően Alsólendván három magyar nyelvű könyv jelent meg, mindegyik szerzője Kultsár György alsólendvai tanító és prédikátor volt. Az 1573-ban és 1574-ben megjelent könyvek Zala megye illetve a mai Szlovénia területén is az első nyomtatott könyveknek számítanak.
Nagykanizsa 1600-as eleste után Bánffy Kristóf, Bánffy Miklós és Zrínyi Orsolya fia (1577–1644) folytatta a török elleni harcot a vidéken. Sokáig úgy tartották, hogy vele halt ki a család, de újabb kutatások szerint fia, István, egy esztendővel túlélte apját és 1645-ben hunyt el Regedén, a mai Bad Radkersburgban. Az alsólendvai Bánffy család birtokait nőági örökösödés révén a sárvári Nádasdy család kapta meg.
Az alsólendvai Bánffy család címere pecsétekben maradt fenn, amely a Buzád-Hahót nemzetség jelképét, a bikát vagy bölényt ábrázolja.
Jelentősebb családtagok
- Hahót nembeli Lendvai Miklós 1343 és 1346 között, majd 1353 és 1356 között horvát-dalmát bán.
- Bánffy István, alsólendvai, 1366-ban Varasd vármegyei ispán, majd 1383-tól szlavóniai bán.
- Bánffy János, alsólendvai, Varasd vármegyei ispán, 1383 körül.
- Bánffy István, alsólendvai, (fl. 1411–1448) nagybirtokos, hadvezér.
- Bánffy Pál, alsólendvai, (fl. 1416–1471), ajtónállómester.
- Bánffy Miklós, alsólendvai, (fl. 1453 †1501), II. Ulászló magyar király ajtónállómestere, udvarmestere, I. Mátyás magyar király egykori híve, főpohárnok mestere, Pozsony vármegye ispánja.
- Bánffy János, alsólendvai, aki 1530 és 1533 a Magyar Királyság nádora.
- Bánffy István, alsólendvai, aki 1554 és 1567 között országbíró.
- Bánffy Miklós, alsólendvai, (1547–1593), nagylelkű mecénás, 1573-ban főpohárnok, 1577-ben Zala vármegye főispánja.
- Bánffy Kristóf, alsólendvai, gróf, (1577–1644), tárnokmester.

## AfelsőlendvaiBánffy család
Ez a család a Gutkeled nemzetségből származik. Közös eredetű a Marczaltövi- és az Amadé családdal. A három család közös őse Fekete Amadé, akinek a fiát, II. Amadét említik az írások 1272–78 körül. A legenda szerint ő alapította a felsőlindvai Bánffy családot. 1275-ben szerzi meg Felsőlindvát, Vas vármegye egyik várát, amely a család fészke lett. 1273-ban részt vett a cseh háborúban, de hadakozott Stájerországban és osztrák részeken is. 1286 táján halt meg. Fia, Miklós 1322–25 között Tótország bánja, és emellett Sopron és Komárom vármegye főispánja. Harcolt a Kőszeghyek és Csák Máté ellen Károly Róbert pártfogójaként. Érdemei után a királytól több birtokot is kapott: Berény, Osztopán, Dencs és Ikrény. Az ő fia, Miklós már nem szerepelt a nyilvános életben, 1347-ben már nem is élt. Amadé és János nevű fiainak 1357-ben történt elhunytával a család véglegesen kihalt.
Jelentősebb családtagok

## AlosonciBánffy család

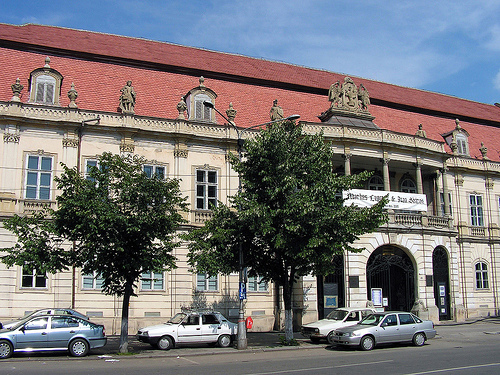
A leghíresebb losonci Bánffy-kastély, Kolozsvár

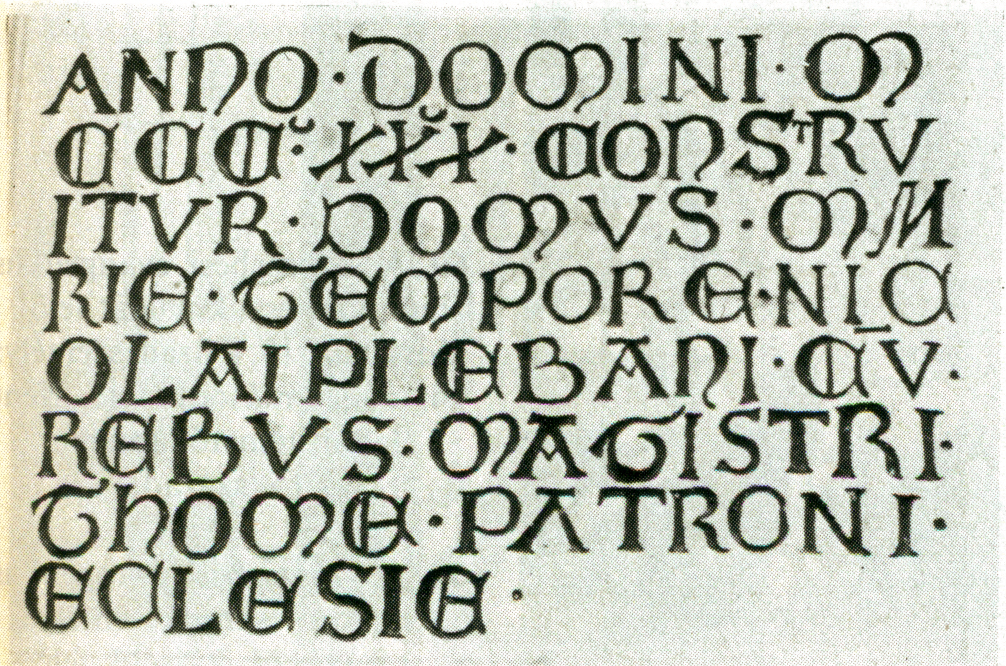
[Losonci Bánffy] Tamás mester, kegyúr építési felirata a szászrégeni evangélikus templom szentélyében: Anno domini MCCCXXX

Ezen család a Tomaj nemzetség sarja. Első ismeretes okleveles őse Dénes, akinek szintén Dénes nevű fia 1222–41-ben fordul elő a neve, mint tárnokmester és nádor. Ennek fia, III. Dénes, akinél elágazik e család, István nevezetű fiától pedig a Losonci család ered, unokájától, Dezsőtől pedig a losonci Dezsőfy család veszi eredetét. II. Dénes volt az, aki családjának az erdélyi Marosszéplakot és a nógrádi Losoncot szerezte. Innen vette a család az előnevét. A Bánffyak a XV. század közepe táján ismét két ágra szakadtak. Később említik Istvánt, aki 1440 körül a székelyek ispánja, Lászlót, aki 1491-től tárnokmester, és György bárót, akitől a bonchidai ág ered. Az idősebb ágból származó Zsigmond a későbbiekben is bárói rangban maradt ág alapítója. Ő a XVII. században nyerte rangját. Az ifjabb, vagy bonchidai ágban Dénes nyert bárói rangot, akinek fia, György erdélyi főkormányzó volt. György 1696-ban nyerte grófi rangját, de ez a grófi ág 1858-ban, Józsefben kihalt. Szintén a bonchidai ágban, de egy másik alágban Farkas 1729-ben bárói rangot, majd egyenes ági leszármazottja, Miklós 1880-ban grófi rangot kapott. 1526 után a család nyilvános szereplése Erdélyre esik. Bánffy Dénes 1666–74-ben Kolozs vármegye főispánja, kolozsvári főkapitány, később végvári seregparancsnok. A család további történetében több főispán és egyéb magas rangú tisztviselő is volt. Részletesebben lásd az egyes családtagoknál.
- Források a losonci Bánffy család történetéhez

### Az eddig ismert Losonczy-Bánffy családfa
Losonczy-Bánfi László (1368–1427); 1. neje: (1407–1411) alsólendvai Bánffy Sára; 2. neje: Rad Katalin; 3. neje: (1417–1431) Kusaly Jakcs Katalin (1417–1431)
- A1 István, (1. házasságból), (†1458 v. 1459); 1. neje: Kusaly Jakcs Margit; 2. neje: (1458–1469) Tari Margit
  - B1 László, (1. házasságból), (†1497)
    - C1 László, (1470–1532); 1. neje: Harinnay Farkas Anna (†1518); 2. neje: Dobokai Anna
      - D1 Miklós, (1. házasságból), (1500–1546); neje: (1522) Telegdi Orsolya; további leszármazottak
      - D2 Bernát, (1. házasságból), (1518–1551); neje: (1552) Brebiry Melith Anna
      - D3 Ferenc (1. házasságból)
      - D4 László, (1. házasságból), (1518–1549)
      - D5 Kristóf, (1. házasságból), (1518–1524)
      - D6 Gábor, (2. házasságból), (1522–1543)
      - D7 Magdolna, (2. házasságból), (1518–1540 v. 1545); 1. férje: Bogáthy János (†1532. előtt); 2. férje: Keserű Mihály
      - D8 Orsolya; (2. házasságból), férje: Székely Albert
      - D9 Borbála; (2. házasságból), férje: Tóth Mihály
      - D10 Anna, (2. házasságból), (1522–1554); férje (1554) Nagymihályi János
      - D11 Pál, (2. házasságból), (1524–1566); neje: Somlyói Báthori Borbála
        - E1 Boldizsár, Tordai főispán
        - E2 Gáspár, Tordai főispán, (†1599 után)
        - E3 László
        - E4 Péter

    - C2 Pál

  - B2 János,(1. házasságból) (†1478 v. 1481); neje: (1477) Kusaly Jakcs Margit
    - C1 Zsigmond
    - C2 Dénes, Asztalnokmester, (†1491 v. 1492)
    - C3 János, (†1515); 1. neje: betleni Bethlen Katalin (1484–1511); 2.neje: (1515) Zoltán Borbála
    - C4 Zsófia, férje: Somlyói Báthori Miklós (1445–1498)
    - C5 Anna, (1477–1492); férje: Szaniszlófi Báthori Miklós (1489–1522)
    - C6 Mihály
    - C7 Fruzsina; 1. férje: Harinnai Farkas János; 2.férje: betleni Bethlen Elek (*1478)

  - B3 György, (1. házasságból), (1448–1489); 1.neje: serkei Lórántffy Katalin (1441–1478); 2.neje: Krisztina? (1483–1500)
    - C1 Ferenc, (1. házasságból), (†1515 v. 1516); neje: Dobokai Katalin (1486–1514)
      - D1 Kristóf, (1496–1516)
      - D2 Dénes, (*1496)
      - D3 Zsófia, (1500–19); férje: Károlyi Lanc László (1504–1519)

    - C2 István, (1. házasságból), (†1525 v. 1527); 1. neje: Gerendi Magdolna; 2. neje: marosdécsei Décsey Fruzsina; 3. neje: szaniszlófi Báthori Zsófia
      - D1 László, (2. házasságból), (1500–1535); neje: Vancsa Erzsébet
      - D2 János, (2. házasságból), (1514–1527)
      - D3 Miklós, (2. házasságból), (1514–1560); neje: Lepsényi Anna
      - D4 István, (2. házasságból), (1523–1565); neje: Perusith-Horváth Katalin
        - E1 Kristóf, (*1578); neje: kismarjai bocskói Bocskai Judit
          - F1 Dénes, (†1612); neje: Somlyói Báthory Anna (1594–1636)
          - F2 László
          - F3 Bálint; neje: Perényi Margit

        - E2 Farkas, (1566–1591); Dobokai főispán, neje: betleni Bethlen Klára (†Bonchida, 1589)
          - F1 Zsigmond, (†1595); neje: betleni Bethlen Judit
          - F2 István; neje: nagykárolyi Károlyi Katalin (1588–1635)
          - F3 Péter; neje: Somlyai Krisztina
          - F4 Ferenc, (*1587)
          - F5 Mihály, (1592–1644), Kolozsi főispán, 1. neje: (1606) nagykárolyi Károlyi Fruzsina (1590–1626); 2. neje: (1626. után) kapivári Kapy Judit; további leszármazottaik

      - D5 Mihály, (2. házasságból), (1527–1554); neje: (1554) Bojnicsics Katalin
      - D6 Katalin, (2. házasságból), (1517–1525); 1. férje: Barlabási Mihály; 2. férje: Szolnoki László (1517–1523)
      - D7 Anna, (2. házasságból), férje: Csaholyi Boldizsár
      - D8 Borbála, (2. házasságból) férje: Haranglábi Miklós
      - D9 Magdolna, (2. házasságból) férje: szarvaskendi Kendy Ferenc (1500–1558)
      - D10 Orsolya, (2. házasságból)
      - D11 Farkas; neje: Gálffy Borbála

    - C3 Zsigmond, (2. házasságból), (1486–1500)
    - C4 Bernát, (2. házasságból), (1494–1498)

  - B4 András, (1. házasságból), (1448–1483)
  - B5 Mihály, (1. házasságból), (†1496 v. 1498); neje: Zsófia?
  - B6 Katalin, (1. házasságból), (†1479. előtt); férje: Csetneki János (1465–1508)
  - B7 Hedvig (2. házasságból)
  - B8 Krisztina; férje: Kusaly Jakcs János
- A2 Miklós, (1. házasságból) (*1415)
- A3 Tamás, (1. házasságból) (*1415)
- A4 László, (2. házasságból) (1423–1441)
- A5 Ilona, (2. házasságból) (*1425)

Jelentősebb családtagok
- Bánffy Dénes (?)
- Bánffy Dénes (1630?–1674)
- Bánffy Dénes (1777–1854)
- Bánffy János (1810–1873)
- Bánffy György (?–1659)
- Bánffy György (1660?–1708)
- Bánffy György (1746–1822)
- Bánffy György (1772–1832)
- Bánffy György (1853–1889)
- Bánffy Albert (1818–1886)
- Bánffy Mihály (?)
- Bánffy Béla (1831–1888)
- Bánffy Dezső (1843–1911)
- Bánffy Miklós (1873–1950)
- Bánffy Ferenc (1869–1938)

## AnagymihályiBánffy család
Régi magyar család, amely a Kaplon nemzetségből ered, annak is a nagymihályi ágából, innen az előnevük. Első ismert ősük Jákó, aki valószínűleg 1244 és 1271 között élt. Feleségül vette Nagymihályi Katalint, akitől két fia született: András (1258–1291) Ung vármegye főispánja és Jákó (1258–1311) Zemplén vármegye főispánja, főpohárnokmester. Andrásnak három fia született: Lőrinc (1314-1350), akitől a Tibay és a Sztáray család származik, Mihály (1328-?) akitől a Pongrácz család veszi eredetét, és Jákó (1328–?) akitől az Eödönffy család ered. Egy később említett leszármazott, Albert, vránai perjel és horvát bán volt. Előfordul, hogy a közeli rokonság miatt a Bánffy- és az Ödönfy család egyes tagjait felcserélik a genealógiában. A család már régen kihalt, történelmileg nem játszott fontos szerepet.

## AtallóciBánffy család
A család dalmát eredetű. Zsigmond király, amikor vesztett Nikápolynál 1396-ban, menekülni kényszerült, és egy raguzai polgár, János, aki e család őse, hajójával megmentette. Érdeméért Zsigmond Magyarországra hívta, s nagy birtokokat adományozott neki és fiainak. Legnagyobb birtokuk Tallóc volt, innen az előnév. Jelentősebb tagjai: János vránai perjel, aki 1440-ben Murád szultán seregeit Nándorfehérvárnál szétverte; Ferenc, aki a várnai csatában is harcolt, s végül Hunyadi oldalán esett el 1448-ban Rigómezőn. Utódaik a bán ősök révén felvették a Bánffy nevet. Későbbi nevezetes sarj Bánffy Boldizsár, aki I. Ferdinánd király egyik hadvezére volt, s 1526-ban meghívták magyar királynak is. 1530-ban Roggendorf kapitányt segítette abban, hogy vegyék el János királytól Budát, s Nádasdyval állt ki bajvívásra, de egyikük sem nyert. 1535-ben Szatmárt foglalta el Ferdinánd részére, majd kirabolta és felgyújtotta. Szapolyai halála után arra ösztönözte Ferdinándot, hogy foglalja el egész Magyarországot. Fels Lénárt seregében részt vett Visegrád és Vác feldúlásában is. Amikor Fels Budát ostromolta, Bánffy azt mondta, hogy nem érdemes egy ilyen szervezett várral vesződni, erre válaszként Fels haditörvényszék elé állíttatta. De arról, hogy utána mi történt vele sajnos semmit sem tudunk még. Egy másik sarja a családnak, János, Bem legkedveltebb hadtestparancsnoka volt. Erélyes, szigorú, gyors, ügyes tervező és merész volt, aki a szabadságharc egyik legnagyobb hőse lett. Betegeskedett, ezért a harcteret el kellett hagynia, s 1852-ben halt meg.

## AbálványosiBánffy család
A bálványosi Bánffy család a Laczk családból eredezteti magát, mégpedig Laczk Györgytől, ezt a családot ugyanis Bánffy családnak is nevezték. Nem sokat lehet tudni, kevés írásos emlék maradt fenn róluk. A jelenleg a családról ismert összes okirat a XV. századból való.

## Híres Bánffy-kastélyok

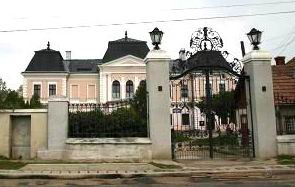
A válaszúti losonci Bánffy-kastély
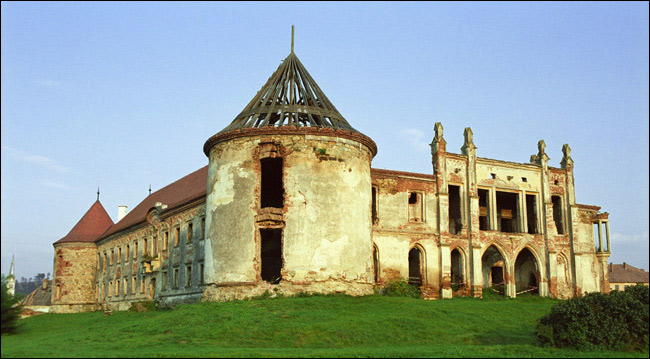
A bonchidai losonci Bánffy-kastély
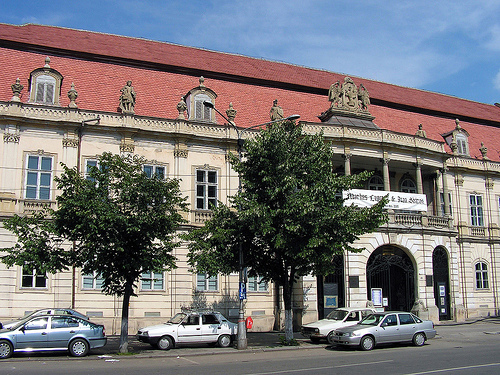
A kolozsvári losonci Bánffy-palota homlokzata
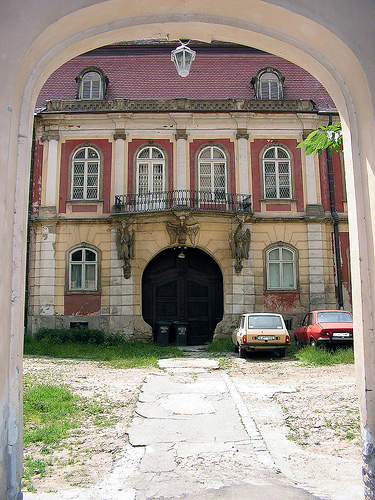
A kolozsvári losonci Bánffy-palota belső udvara